# Ligia cursor
Ligia cursor är en kräftdjursart som beskrevs av James Dwight Dana 1853. Ligia cursor ingår i släktet Ligia och familjen gisselgråsuggor. Inga underarter finns listade i Catalogue of Life.